# Pat Cadigan
Pat Cadigan, född 10 september 1953 i Schenectady i New York, är en amerikansk science fiction-författare av cyberpunk. Hon har fått utmärkelsen Arthur C. Clarke Award två gånger.

## Biografi
Pat Cadigan växte upp i Fitchburg i Massachusetts och studerade vid University of Massachusetts samt University of Kansas samt tog examen 1975. Cadigan började sedan verka som författare för Hallmark Cards. Hon publicerades för första gången 1981 och framgångarna som författare fick henne att börja skriva på heltid från och med 1987. Hon emigrerade till England 1996.
Pat Cadigans verk beskrivs ibland som en del av cyberpunk-rörelsen, även om hon själv inte klassificerar sig på det viset.
En av hennes noveller, Rock On, var med i antologin Hackers (1981).

## Priser och utmärkelser
Pat Cadigan har vunnit ett antal priser, bland annat Arthur C. Clarke Award 1992 och 1995 för böckerna Synners och Fools och Hugopriset 2013 för The Girl-Thing Who Went Out for Sushi.

### Romaner
- Mindplayers (1987)
- Synners (1991)
- Fools (1992)
- Datableed (1997)
- Tea from an Empty Cup (1998)
- Dervish is Digital (2001)

### Novellsamlingar
- Patterns (1989)
- Dirty Work (1993)
- Home By The Sea (1993)
- Letters From Home (1991)